# Weston (Ohio)
Weston – wieś w Stanach Zjednoczonych, w stanie Ohio, w hrabstwie Wood.